# Február 21.
Február 21. az év 52. napja a Gergely-naptár szerint. Az évből még 313 (szökőévekben 314) nap van hátra.
Névnapok: Eleonóra + Adolf, Bódog, Germán, Györe, György, Györk, Györke, Lenóra, Leona, Leonóra, Nóra, Patony, Péter, Pető, Zakariás, Zelmira

## Események

### Politikai események
- 1431 – Megkezdődik Jeanne d’Arc pere.
- 1574 – Krakkóban lengyel királlyá koronázzák Valois Henriket.[1]
- 1613 – Oroszországban trónra lép I. Mihály cár, a Romanov-házból való első uralkodó.
- 1711 – II. Rákóczi Ferenc elhagyja  Magyarországot.
- 1848 – Marx Károly és Engels Frigyes kiadja a Kommunista kiáltványt.
- 1916 – Megkezdődik Verdunnél az I. világháború legvéresebb csatája.
- 1939 – Keresztes-Fischer Ferenc m.kir. belügyminiszter rendeletileg feloszlatja a hungarista Magyar Nemzeti Szocialista Pártot.
- 1945 – Az Ivo Dzsima-i partraszállást támogató USS Saratoga repülőgép-hordozót három perc alatt öt kamikaze találja el, a hajó nem süllyed el; a USS Bismarck Sea azonban legénységének 218 tagját viszi magával a hullámsírba.
- 1965 – Merénylet Malcolm X afro-amerikai polgárjogi aktivista ellen.
- 1972 – Richard Nixon látogatása a Kínai Népköztársaságban.
- 2008 – Olaszország elismeri Koszovót, melynek hatására Belgrád azonnali hatállyal visszahívja római diplomatáját, továbbá független államnak ismeri el Koszovót Észtország, Dánia és Luxemburg is. Eközben Belgrádban – a volt jugoszláv parlament előtti  téren – több mint háromszázezer ember jön össze a Koszovó függetlensége ellen szervezett tömegtüntetésen. Támadás éri a horvát nagykövetséget, továbbá néhány száz tüntető betör az Egyesült Államok belgrádi külképviseletére és felgyújtják az épületet.

### Tudományos és gazdasági események
- 1953 – Francis Crick és James D. Watson bejelenti a DNS molekula kettőshélix-szerkezetének felfedezését.
- 1969 – A szovjet holdprogram céljára épített N–1 óriásrakéta felrobban az indításnál.

### Kulturális események

#### Irodalmi, színházi és filmes események
- 2020 – Elindul A klónok háborúja 7. évada a Disney+ - on.

## Születések
- 1609 – Raimondo Montecuccoli olasz gróf, osztrák császári fővezér († 1680)
- 1728 – III. Péter orosz cár, II. Katalin cárnő férje († 1762)
- 1791 – John Mercer kémikus, festékiparos, a mercerizáció feltalálója († 1866)
- 1825 – Görgey István honvéd százados, történetíró († 1912)
- 1844 – Charles-Marie Widor francia orgonaművész, zeneszerző, zenepedagógus († 1937)
- 1847 – Baumler János András magyar botanikus († 1926)
- 1865 – Kenyeres Balázs igazságügyi orvos, hisztológus, az MTA tagja († 1940)
- 1866 – August von Wassermann német bakteriológus, a szifiliszteszt kidolgozója († 1925)
- 1875 – Jeanne Calment, francia szupercentenárius, a világ valaha élt legidősebb embere († 1997)
- 1876 – Lehár Antal, legitimista katonatiszt, IV. Károly visszatérési kísérletének támogatója († 1962)
- 1880 – Pápai István magyar rendőrtiszt, városi főjegyző, országgyűlési képviselő († ?)
- 1893 – Honthy Hanna Kossuth-díjas magyar színésznő, énekesnő, operettprimadonna († 1978)
- 1895 – Henrik Carl Peter Dam Nobel-díjas dán biokémikus († 1976)
- 1896 – Mihalik Kálmán a Székely himnusz zeneszerzője († 1922)
- 1903 – Raymond Queneau francia író, költő, esszéista, matematikus. († 1976)
- 1903 – Anaïs Nin kubai származású, franciaországi születésű amerikai írónő († 1977)
- 1907 – W. H. Auden angol költő († 1973)
- 1909 – Nagyajtay György magyar színész († 1993)
- 1912 – Hajós György magyar matematikus, az MTA tagja († 1972)
- 1913 – Roger Laurent belga autóversenyző († 1997)
- 1915 – Anton Vratuša szlovén politikus, szlavista, újságíró († 2017)
- 1919 – Baleczky Emil, magyar nyelvész, egyetemi tanár, szlavista († 1981)
- 1922 – Illovszky Rudolf magyar labdarúgó, edző, a magyar labdarúgó-válogatott volt szövetségi kapitánya († 2008)
- 1924 – Robert Mugabe, Zimbabwe első miniszterelnöke († 2019)
- 1926 – Király Ede olimpiai ezüstérmes, világbajnok műkorcsolyázó († 2009)
- 1926 – Mucsi Sándor magyar színművész († 2006)
- 1927 – Paul Préboist francia színész († 1997)
- 1928 – Dariday Róbert magyar színész, a Békéscsabai Jókai Színház örökös tagja († 2024)
- 1929 – Izsák Imre magyar csillagász († 1965)
- 1931 – Huzsvár László a Nagybecskereki egyházmegye első püspöke  († 2016)
- 1933 – Nina Simone amerikai énekesnő, zongorista, emberjogi aktivista († 2003)
- 1939 – Csanádi Károly magyar műkorcsolyázó, jégtáncos
- 1940 – Peter Gethin (Peter Kenneth Gethin) brit autóversenyző († 2011)
- 1942 – Cs. Szabó István magyar színész, író, költő, rendező, a Budai Bábszínház művészeti vezetője († 2020)
- 1944 – Peter Lee Lawrence, színész († 1974)
- 1946 – Anthony Daniels angol színész, szinkronszínész
- 1946 – Alan Rickman Golden Globe-díjas angol színész († 2016)
- 1948 – Laczkovich Miklós Széchenyi-díjas magyar matematikus, a Magyar Tudományos Akadémia rendes tagja
- 1949 – Gáti Oszkár Jászai Mari-díjas magyar színész
- 1949 – Zempléni Mária Liszt Ferenc-díjas magyar operaénekes, a Halhatatlanok Társulatának örökös tagja
- 1950 – Bicskei István Aase-díjas magyar színész († 2025)[2]
- 1955 – Ioan Rus román szociáldemokrata párti politikus, Románia bel-, majd közlekedési minisztere
- 1959 – Marek Raczkowski lengyel festőművész, karikaturista, díszlettervező
- 1959 – Rák Kati magyar színésznő
- 1963 – William Baldwin amerikai színész
- 1971 – Tallián Mariann magyar színésznő, író
- 1972 – Gosztola Adél magyar színésznő
- 1976 – Fodor Rajmund kétszeres olimpiai bajnok magyar vízilabdázó
- 1977 – Varga Gabriella magyar színésznő
- 1978 – Kumail Nanjiani pakisztáni-amerikai színész, humorista
- 1979 – Jennifer Love Hewitt amerikai színésznő
- 1979 – Mahó Andrea színésznő, énekesnő
- 1982 – Benedek Dalma magyar kajakozónő
- 1982 – Hajnal András magyar műugró
- 1983 – Előd Álmos magyar színész
- 1984 – Andreas Seppi olasz teniszező
- 1986 – Erdei Ádám magyar kosárlabdázó
- 1988 – Damir Dugonjič szlovén úszó
- 1989 – Gaál Attila Csaba magyar színész, rendező
- 1989 – Scout Taylor-Compton amerikai színésznő
- 1991 – Pilnay Sára magyar színésznő
- 1992 – Phil Jones angol labdarúgó
- 1999 – Adem Asil török tornász
- 2002 – Marcus és Martinus Gunnarsen, norvég ikerpár, énekesek

## Halálozások
- 0004 – Gaius Caesar római trónörökös, Augustus unokája és fogadott fia (* Kr. e. 20 körül)
- 1513 – II. Gyula pápa a reneszánsz kor legismertebb egyházfője (* 1443)
- 1677 – Baruch Spinoza holland humanista filozófus (* 1632)
- 1822 – Nemesnépi Zakál György őrségi író, az első magyar nyelvű tájmongráfia szerzője (* 1761)
- 1892 – Hamary Dániel magyar orvosdoktor, író, 1848-as nemzetőr, magyar királyi honvéd törzsorvos (* 1826)
- 1900 – Charles Piazzi Smyth skót csillagász (* 1819)
- 1912 – Osborne Reynolds ír születésű angol mérnök, fizikus, matematikus, a Reynolds-számot róla nevezték el (* 1842).
- 1922 – Chernel István magyar ornitológus (* 1865).
- 1926 – Heike Kamerlingh Onnes holland fizikus, Nobel-díjas, a szupravezetés felfedezője (* 1853)
- 1932 – Gulácsy Lajos magyar festőművész (* 1882)
- 1938 – George Ellery Hale amerikai csillagász (* 1868)
- 1943 – Entz Géza zoológus, egyetemi tanár, akadémikus (* 1875)
- 1944 – Szisz Ferenc magyar származású francia autóversenyző, az első Grand Prix győztese (* 1873)
- 1958 – Duncan Edwards angol focista, a Manchester United focicsapat híres játékosa (* 1936)
- 1961 – Herczeg Jenő színész, rendező (* 1886)
- 1968 – Howard Florey Nobel-díjas ausztrál születésű angol patológus (* 1898)
- 1984 – Mihail Alekszandrovics Solohov Nobel-díjas (1965) szovjet-orosz író (* 1905)
- 1989 – Márai Sándor magyar író,  költő, újságíró (* 1900)
- 1991 – Lévárdi Ferenc bányamérnök, nehézipari miniszter (1963–1971) (* 1919)
- 1995 – Bárány István Európa-bajnok úszó, olimpiai ezüstérmes, edző, sportvezető, szakíró (* 1907)
- 2004 – Kollár Lajos építőmérnök, az MTA tagja (* 1926)
- 2014 – Đoko Rosić szerb származású bolgár színész (* 1932)
- 2015 – Fodor Ákos magyar költő, műfordító (* 1945)
- 2016 – Bányai János magyar egyetemi tanár, író, irodalomtörténész, műkritikus, szerkesztő (* 1939)
- 2017 – Burger Barna magyar fotóművész (* 1965)
- 2018
  - Billy Graham amerikai prédikátor (* 1918)
  - Ján Kuciak szlovák oknyomozó újságíró (* 1990)
- 2019 – Fésűs Éva Kossuth-díjas magyar írónő (* 1926)
- 2022 – Molnár V. József Magyar Örökség díjas magyar néprajzkutató, grafikus (* 1930)
- 2024 – Czakó Gábor, Kossuth-díjas magyar író, képzőművész, a nemzet művésze (* 1942)
- 2025 – Harkányi Endre Kossuth-díjas magyar színész (* 1934)

## Ünnepek, emléknapok, világnapok
- Az anyanyelv nemzetközi napja. Banglades javaslatára az ENSZ (UNESCO) 1999-ben február 21-ét nemzetközi anyanyelvi nappá nyilvánította. 2000-ben ünnepelték először. A világnapot annak emlékére tartják, hogy 1952-ben Bangladesben az urdut nyilvánították az egyetlen hivatalos nyelvvé, noha a bangladesiek anyanyelve a bengáli. Február 21-én Dakkában a diákok fellázadtak az anyanyelv elnyomása ellen. Ekkor a rendőrség összetűzött a tüntetőkkel és öt diákot megöltek. A bangladesiek akkor az anyanyelv napjává nyilvánították a napot.

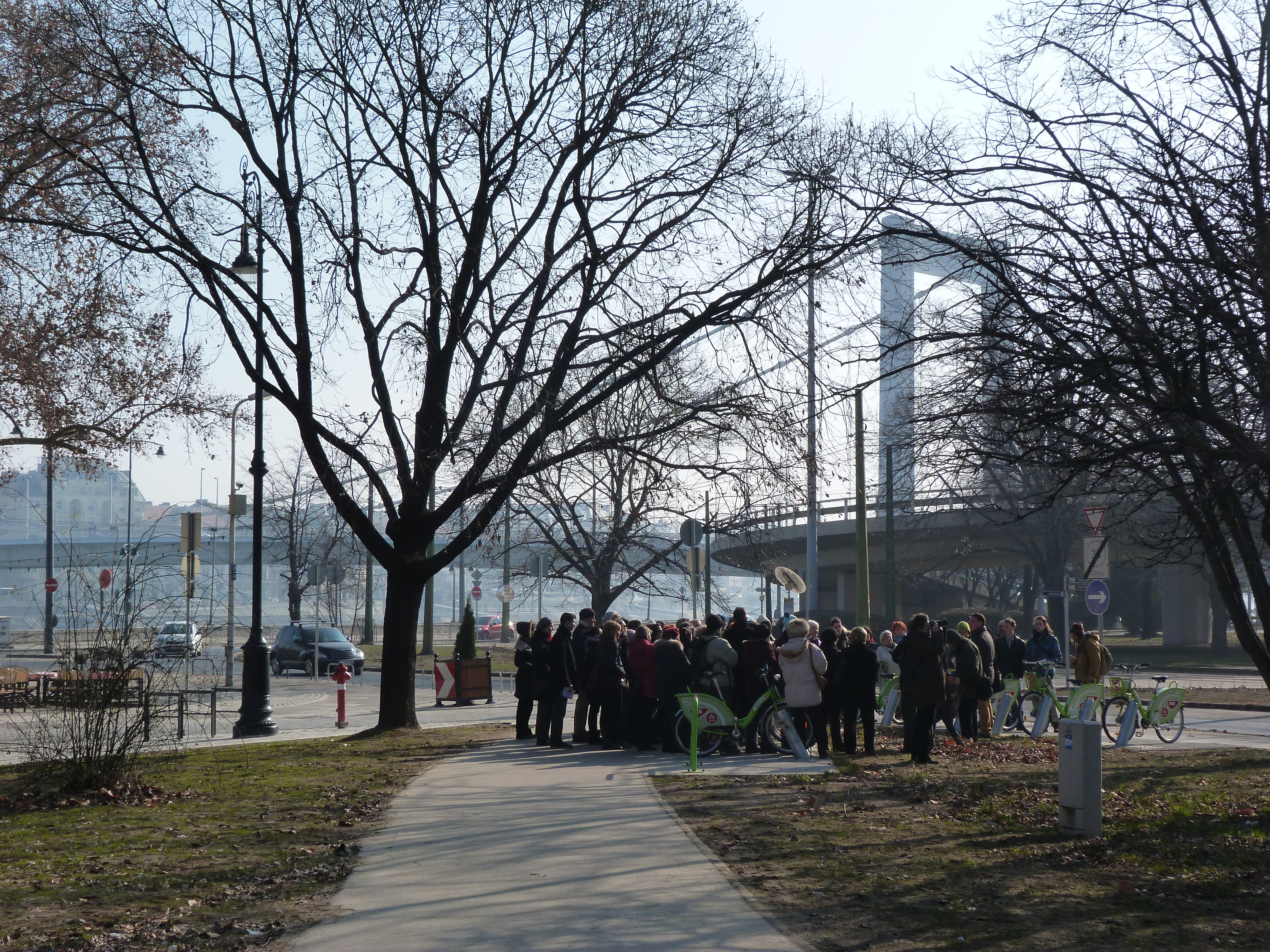
Tabán túra az idegenvezetők napján

- Idegenvezetők nemzetközi napja (International Tourist Guide Day). 1985 óta számos országban megünneplik, oly módon, hogy az idegenvezetők saját honfitársaiknak mutatják be városukat ellenszolgáltatás nélkül, hogy azok a városuk érdekességeit jobban megismerjék.[3]
- Damiani Szent Péter ünnepe a katolikus egyházban
- Banglades: a mártírok napja